# Heide und Moor bei Haslah
Das Naturschutzgebiet Heide und Moor bei Haslah liegt in den Ortschaften Ohlenstedt der Stadt Osterholz-Scharmbeck im Landkreis Osterholz und Hoope der Gemeinde Hagen im Bremischen im Landkreis Cuxhaven.

## Allgemeines
Das Naturschutzgebiet Heide und Moor bei Haslah hat eine Größe von etwa 15 Hektar, wovon etwa 9 Hektar im Landkreis Osterholz liegen. Es wurde 1984 durch die Bezirksregierung Lüneburg unter Naturschutz gestellt und trägt die statistische Bezeichnung „NSG LÜ 99“.
Laut der Bezirksregierung Lüneburg erfolgte die Unterschutzstellung, „zur Erhaltung der floristischen, vegetationskundlichen und faunistischen Bedeutung des Gebietes, insbesondere der moortypischen Pflanzengesellschaften und Lebensräume und mehrerer in Niedersachsen gefährdeter Pflanzenarten und der besonderen Bedeutung für das Landschaftsbild“.
Das Gebiet kann auf den Wegen begangen werden.

## Natur

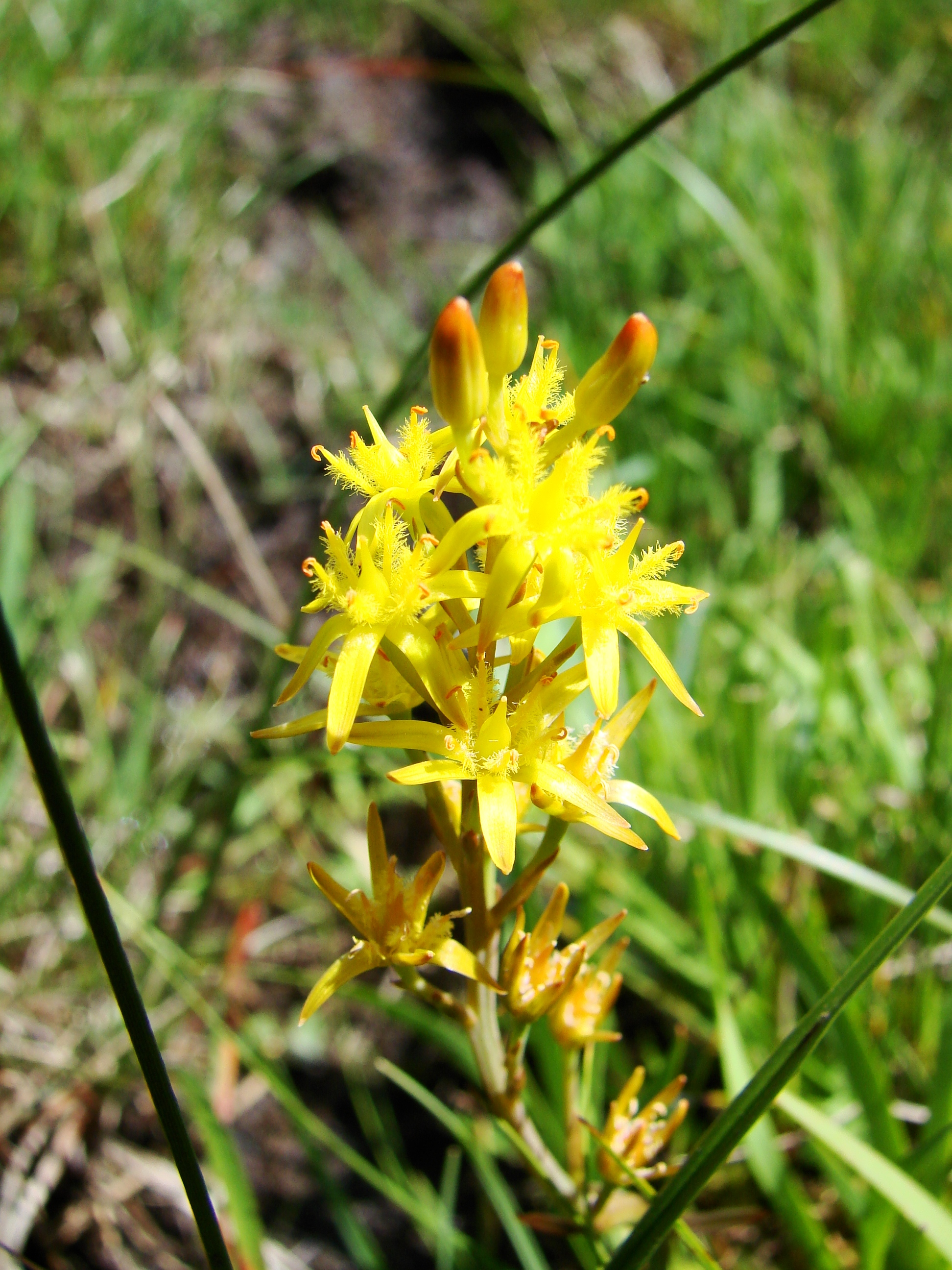
Moorlilie

Im Gebiet finden sich entsprechend den unterschiedlichen Höhenlinien und Feuchtigkeitsverhältnisse verschiedene Sand- und Moorbodenbiotope: In den höherliegenden Bereichen sind Eichenmischwald, Sandheide und Magerrasen festzustellen. In den feuchteren Bereichen finden sich Übergangsmoorbereiche mit zwergstrauch- und pfeifengrasreichem Pflanzenbestand. Außerdem sind Waldstadien mit Moorlilien-Anmoor und Glockenheidebeständen vorhanden. Das Gebiet hat eine hohe Bedeutung für gefährdete Pflanzenarten.